# Madina

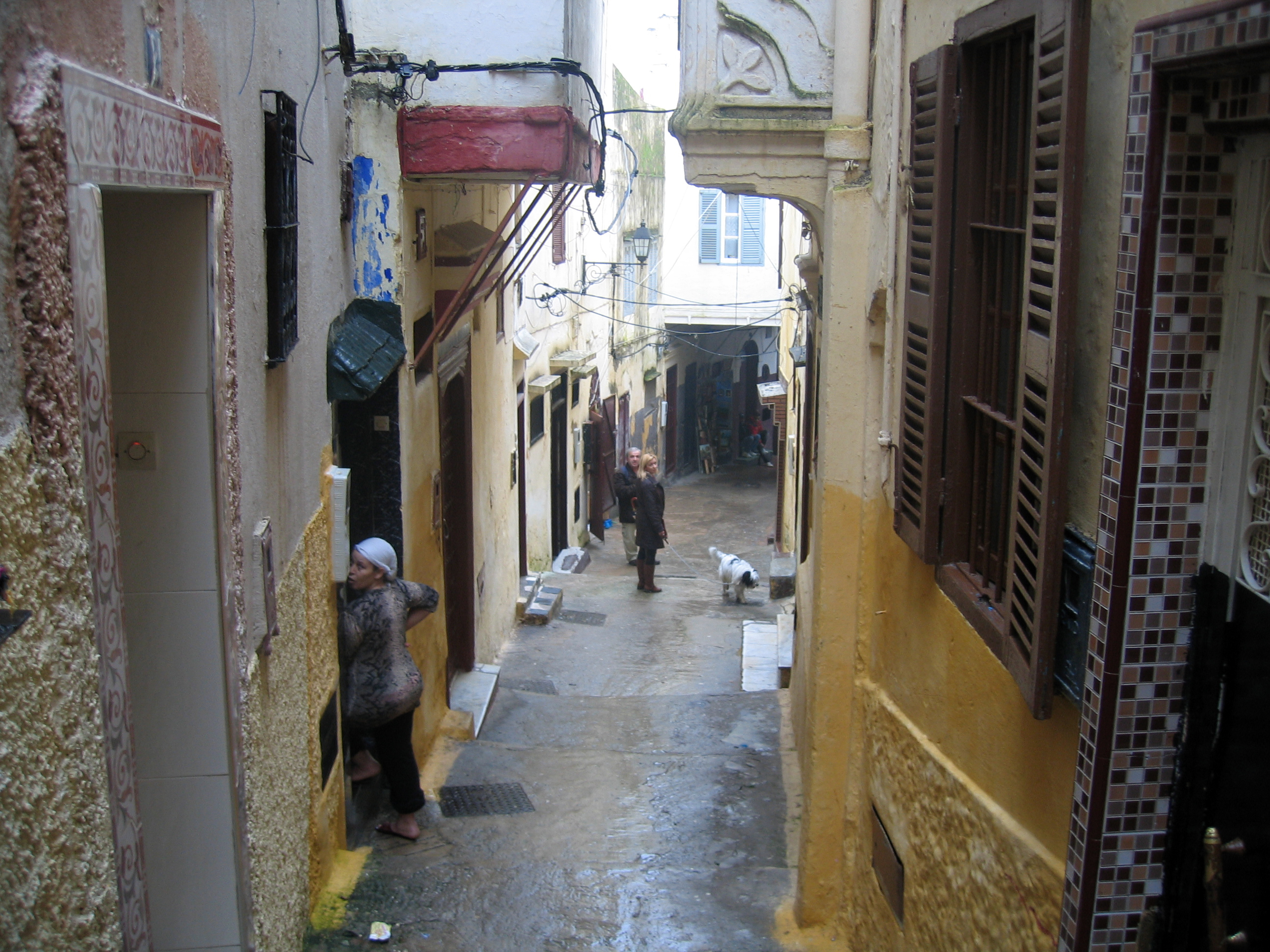
Madina din Tanger, Maroc

Al-Madīna (în arabă المدينة, „orașul”) reprezintă așa numitul „centru vechi” sau „centru istoric” al orașelor arabe, prezent în majoritatea acestora, în special în partea nordică a Peninsulei Arabice.

## Istorie
Primul oraș de acest gen și prototipul tuturor celorlalte ce au apărut de-a lungul istoriei, a luat naștere pe teritoriul Arabiei Saudite de astăzi, pe vremea profetului Muhammad (Mahomed), în locul numit Yathrib sau așa cum este cunoscut în prezent, Medina (sau Madinat Al-Nabi, „orașul profetului”).
Primul oraș madīna a luat naștere, așadar, sub conducerea profetului Muhammad, în anul 622, la începutul erei islamice, sub forma unui stat compact și înfloritor, menit să le ofere adepților noii comunități (Umma) sentimentul de apartenență; cu alte cuvinte, religia islamică  își găsește rădăcinile în „Orașul profetului”, unde acesta ajunge în urma călătoriei de la Mecca la Medina, cunoscută cu numele de Hijra (=pelerinaj). 
Constituția sau Legislația de la Medina, este primul act legislativ ce apare la scurtă vreme după nașterea religiei islamice și este cunoscut, inițial, cu numele de ṣaḥifa (= foaie) sau kitāb (=carte). Cu acest pact, sunt puse bazele unui model de organizare a noii comunități condusă de profet, alcătuită din grupuri diferite de creștini, beduini, evrei și musulmani și sunt stabilite reguli clare în vederea obligațiilor sociale ale fiecărui  adept.ʾUmma la care profetul aspira, trebuia să aibă niște baze și reguli clare de conduită pentru ca funcționarea ei să fie una optimă în condițiile date și pentru ca aceasta să devină, ulterior, un exemplu pentru celelalte zone musulmane în ceea ce privește conducerea unui stat și conduita adoptată de membrii acestuia. 
În urma Primului Război Mondial, lucrurile se schimbă și în ceea ce privește integritatea orașelor madīna. După noile cuceriri, încep să ia naștere, pe teritoriul Peninsulei Arabice, numeroase orașe europene, occidentale, fapt ce pune orașul madīna pe locul doi ca importanță. Majoritatea burghezilor și a familiilor înstărite, încep să părăsească locuințele din madīna pentru a se muta în casele mai mari și mai confortabile din cadrul noilor cartiere de la marginea orașului. Madīna începe să fie locuită, în mare parte, doar de oamenii claselor sociale mai sărace, de berberi, de refugiați armeni sau de imigranți.

## Structura orașului
Madīna, cu străzile sale înguste și cartierele cu clădiri lipite unele de celelalte, a fost încă din primii ani ai islamului, locul în care s-au desfășurat majoritatea activităților cotidiene ale populației musulmane, fie ele de natură educațională ori legate de procese guvernamentale, legislative sau chiar de desfășurarea meșteșugurilor vremii sau a comerțului.
Madīna era situată, în mod strategic, în centrul fiecărui mare oraș arab, iar fiindcă aceasta trebuia să reprezinte o zonă bine organizată, astfel încât toate activitățile din cadrul ei să se desfășoare în mod optim, era construită pe baza unei structuri caracteristice.
Aceasta era alcătuită din zone separate și diferite, fiecare dintre ele având clădiri specifice prin care se deosebea. 
Prima parte a orașului era dedicată, în mare parte, activităților religioase, învățământului sau întâlnirilor dintre oamenii comunității; aceasta găzduia o moschee, ce era, de cele mai multe ori, cea mai importantă din zonă sau din țară și care reprezenta pentru adepții religiei islamice atât un loc de rugăciune cât și unul de întâlnire. Lângă moschee, era situată, de obicei, o judecătorie cunoscută și cu numele de „casa qādi-ului”.	 
În cea de a doua zonă, se afla piața madīnei (suq), sau locul în care negustorii și comercianții își desfășurau activitatea. De asemenea erau prezente aici, prăvălii și diverse ateliere de textile sau de prelucrare a fierului, poziționate în grupuri de clădiri unite, poziționate foarte aproape de locuințele oamenilor ce le dețineau. În suq, se desfășurau cele mai multe activități de comerț și negoț ce erau atent supravegheate de reprezentanții puterii administrative și de poliție. Dincolo de bazar, toate străzile erau dispuse în mod paralel în forma unui dreptunghi. 
În zona centrală a orașului, se înălțau locuințele celor mai bogați oameni ai comunității, care puteau locui fie în această zonă, fie în cartierele dedicate oamenilor de rând, unde puteau beneficia de case mai spațioase, cu grădini și cu mai multe etaje. Construcțiile aflate în zona centrală, aveau, uneori, rolul unor hanuri, în care călătorii putea să înnopteze; acestea aveau denumiri diferite, în funcție de zonă. în Irak sau Siria hanul era denumit khan, pe când în zona Magrebului era cunoscut cu numele de funduq iar în Egipt cu numele de wikāla . 
În afară de amplasarea locuințelor, ceea ce putea face diferența între acestea, la o primă vedere, era poarta; un element extern specific, ce simboliza statutul familiilor care locuiau într-o anumită casă. Mărimea porții și materialul din care era construită, arăta fie bogăția fie condițiile modeste ale familiei. 
Dacă ne raportăm la marea majoritate a oamenilor din ʾumma , aceasta trăia în cartierele rezidențiale ce puteau găzdui de la sute până la mii de locuitori și care se întindeau până aproape de zidurile orașului, unde se aflau locuințele cele mai modeste, ale oamenilor cei mai săraci sau ale imigranților. 
În cartiere, era înălțată, de obicei, o a doua moschee și amenajată o piață mai mică în comparație cu cea din madīna, numită (suwayqa). Tot aici, exista o baie publică (ḥammām) și toate cele necesare pentru desfășurarea activităților cotidiene de bază. 
În ceea ce-i privea pe locuitorii acestor cartiere, aici, puteau fi întâlniți atât evrei cât și creștini sau musulmani, ce nu reușeau, totdeauna, să rezoneze. Chiar dacă se încerca păstrarea unui sentiment de solidaritate pe baza legăturilor de rudenie sau a alianțelor dintre familii, existau, deseori și conflicte între cele trei tabere. Unul dintre subiectele ce a provocat dispute încă de la sosirea profetului la Medina, a fost, de pildă, cel al femeii, ce a provocat, încă de la primul contact, discuții aprinse între Al-Muhajirun si Al-Ansar, ce își susțineau propriile viziuni, complet diferite, pe tema în chestiune. Neîțelegerile între grupuri, ce au continuat să aibă loc de-a lungul vremii, au dus la separarea acestora; de pildă, în Fez (Maroc) și nu numai, iau naștere primele cartiere evreiești, încă din secolul XV.

## Rețeaua de orașe
Buna organizarea a orașelor și exprimarea autorității și a controlului provenite din orașul madīna asupra întregului teritoriu islamic, erau elemente ce reprezentau cheia bunăstării întregii comunități. De asemenea, pornind de la învățăturile profetului, se stabileau valorile de cea mai mare importantă în conturarea caracterului ideal al unui adept musulman și se crea un model ce trebuia răspândit pe scară cât mai mare.
Luat în mod separat, fiecare oraș madīna, avea propriul rol, esențial pe o anumită arie, însă în momentul în care diversele centre începeau să intre în legătură unele cu celelalte, prin intermediul comercianților și a negustorilor, ce străbăteau Peninsula în căutarea de noi învățături, ele deveneau, prin bazarurile lor, puncte strategice de răspândire a veștilor, a diverselor moduri de gândire sau a noilor idei, ce puteau aduce o contribuție pozitivă asupra nivelul de trai, nivelului de educație sau al culturii diverselor zone, prin schimbul de informații ce puteau rezulta utile întregii comunități. Călătoriile puteau fi făcute și în scopuri științifice, fapt ce a îndemnat numeroși oameni să părăsească micile orașe pentru a se îndrepta spre metropole precum Zaytūna, în Tunis, Cairo, în Maroc, în special pentru moscheea Al-Azhar sau pentru moscheea Qarawiyyīn din Fez. Printre cei mai cunoscuți autori musulmani, care au făcut din călătorie un stil de viață, pot fi amintiți Ibn Battuta sau Ahmad ibn Fadlan, care prezintă prin literatura lor, obiceiuri și tradiții culese din diferite țări arabe.